# Nina Kolotilina
Nina Kolotilina es una deportista neozelandesa que compitió en judo. Ganó una medalla de bronce en el Campeonato de Oceanía de Judo de 2002, en la categoría de –63 kg.

## Palmarés internacional
| Campeonato de Oceanía | Campeonato de Oceanía      | Campeonato de Oceanía | Campeonato de Oceanía |
| Año                   | Lugar                      | Medalla               | Categoría             |
| --------------------- | -------------------------- | --------------------- | --------------------- |
| 2002                  | Wellington (Nueva Zelanda) | Medalla de bronce     | –63 kg                |